# Anzeiger-Hochhaus
L'Anzeiger-Hochhaus è un edificio a torre di Hannover, costruito come sede del quotidiano Hannoverscher Anzeiger.
Il complesso costituisce uno dei simboli più noti della città di Hannover.

## Storia
Fu costruito dal 1927 al 1928 su progetto di Fritz Höger nel cosiddetto stile dell'espressionismo del mattone, con una struttura in acciaio e facciate in clinker con un forte accento verticale.
La facciata è movimentata da elementi decorativi che sono un richiamo anche alla tradizione gotica del paese.
L'edificio è coronato da una grande cupola, ricoperta in rame, che inizialmente ospitava un planetario, e in seguito una sala cinematografica. Questa cupola è un rimando all'architettura orientaleggiante.
Dal 1974 nell'edificio ha sede un istituto di formazione superiore, la HIS, ossia Hochschul-Informations-System, così come case di produzione televisive locali e interregionali, come RTL, Sat.1 e Antenne Niedersachsen.
Il giornale Neue Presse che aveva una sede anche nell'Anzeiger-Hochhaus si è spostato in un edificio adiacente, costruito dall'architetto italiano Alessandro Mendini.